# メタメッセージ
メタメッセージ（英: metamessage）とは、メッセージが伝えるべき本来の意味を超えて、別の意味を伝えるようになっていることを指す社会学用語。
グレゴリー・ベイトソンによって設定された概念であり、メッセージとメタメッセージという構図によってコミュニケーションを考えようとされた。ベイトソンによればこれはメタ言語的な位置づけの意味になるかと思えば、表現されたメッセージに対する裏の隠されたメッセージという意味にもなりうる。
デボラ・タネンによればメタメッセージというのは人間関係における立場や気持ちを伝えるものであり、しばしば真の意図を伝えるということになるものである。例えば親が子を叱る場合には、親が子の一段上に立って見下すような構図が見て取れる。ここからはまず人間関係におけるパワーの差や上下関係の差が伝わる。メタメッセージは、言葉の選び方、声の調子、トーン、表情、話すスピードなどといった言葉に覆いかぶさっているさまざまな要素によって伝わる。